# Elección para gobernador de Wyoming de 2010
La elección para gobernador de Wyoming de 2010 tuvo lugar el 2 de noviembre. El gobernador titular Dave Freudenthal no se postuló para la reelección.

## Primaria republicana
|  | 28.7 % |

|  | 28.0 % |

|  | 26.1 % |

|  | 15.8 % |

|  | 0.5 % |

|  | 0.4 % |

|  | 0.3 % |

|  | 100 % |

## Primaria demócrata

### Candidatos

#### Declarados
- Pete Gosar, profesor, piloto comercial, empleado estatal y propietario de una pequeña empresa
- Al Hamburg, pintor jubilado y candidato perenne
- Leslie Petersen, ex comisionada del condado de Teton y presidenta del Partido Demócrata de Wyoming
- Rex Wilde, ebanista
- Chris Zachary, expsiquiatra

#### Declinados
- Larry Clapp, abogado y exalcalde de Casper
- Dave Freudenthal, gobernador titular
- Paul Hickey, abogado
- Mike Massie, senador estatal[5] (se postuló para Superintendente de Instrucción Pública)[6]

### Resultados
|  | 47.2 % |

|  | 36.8 % |

|  | 5.0 % |

|  | 4.8 % |

|  | 4.6 % |

|  | 100 % |

## Encuestas
| Fuente de la encuesta | Fecha(s) de realización  | Tamaño de muestra | Margen de error | Matt Mead (R) | Leslie Petersen (D) | Otro Indecisos |
| --------------------- | ------------------------ | ----------------- | --------------- | ------------- | ------------------- | -------------- |
| Rasmussen Reports     | 30 de septiembre de 2010 | —                 | —               | 61%           | 25%                 | —              |
| Rasmussen Reports     | 18 de agosto de 2010     | —                 | —               | 58%           | 24%                 | —              |
| Rasmussen Reports     | 22 de junio de 2010      | —                 | —               | 49%           | 22%                 | —              |

## Resultados
|  | 65.68 % |

|  | 22.94 % |

|  | 2.85 % |

|  | 100 % |

|  | 71.0 % |